# Sergio Agostini
Sergio Agostini, conosciuto anche con lo pseudonimo Babila (Roma, ...), è un cantautore, compositore e paroliere italiano.

## Biografia
Debutta come cantante beat nella seconda metà degli anni sessanta e, ottenuto un contratto con la Seven Records, etichetta distribuita dall'RCA Italiana, con lo pseudonimo Babila incide Un battito d'ali, canzone scritta per Sandie Shaw (che avrebbe dovuto presentarla alla Mostra Internazionale di Musica Leggera di Venezia) e fu sigla del programma radiofonico Gran varietà.
Nel 1969 scrisse una canzone che Little Tony presentò a Canzonissima: E diceva che amava me e Presto sole vieni giù (scritta insieme a Giulifan), portata al successo da Tommy Polidori; sempre per Polidori scrive Perdona, Non ho fortuna e Torna all'acqua chiara (tutte e tre in collaborazione con Lando Fiorini), e Se vieni in montagna (con Silvano Polidori), mentre per Angelo Lura scrive, in collaborazione con Giulifan, Il giorno è morto e Questa sera non andartene.
Con Lando Fiorini scrive anche Corri e Piangi che, insieme alla già citata Perdona, fanno parte dell'unico LP in italiano del cantante romano; per Melody, giovane promessa di scuola americana, scrive Mille Bugie, un rhythm 'n' blues arrangiato da Willy Brezza.
Con il secondo 45 giri Ci stavo bene insieme a te partecipò al Cantagiro 1970 dove si classificò al decimo posto.
Il 1971 è l'anno di Da domani, arrangiata dai fratelli Guido e Maurizio De Angelis.
Continua poi la carriera utilizzando il suo vero nome, ottenendo un altro discreto successo con la canzone Quelli di ieri, trasmessa di frequente dalle nascenti radio libere.
Nel corso della sua carriera ha scritto 70 canzoni.

## Discografia parziale

### 45 giri come Babila
- 1969: Un battito d'ali/Il cielo è sempre blu (Seven Records, F SR 111)
- 1970: Ci stavo bene insieme a te / La prima volta (Seven Records, F SR 117)
- 1971: Da domani/Rimani (Seven Records, F SR 123)

### 45 giri come Sergio Agostini
- 1977: Tu sei/Noi (Time Records, AZ 00016)
- 1978: Muove il vento/Nero (OK Production, 5401 008)
- 1979: Quelli di ieri/Giorno dopo (F1 Team, P 515)
- 1981: Ancora...un giorno/Per (F1 Team, P 582)
- 1982: Tu sei mia, Roma/Dimenticare (Experience, EXP 002)